# 선경 (후한)
선경(單經, ? ~ ?)은 중국 후한 말의 무장이다.

## 생애
공손찬(公孫瓚)을 섬겼다.
초평(初平) 2년(191년) 이후, 공손찬은 종제 공손범(公孫範)의 활약 등으로 인하여 원소(袁紹)를 크게 억누르고 하북(河北)에서 맹위를 떨쳤다. 이때 공손찬은 전해(田楷)를 청주자사(靑州刺史)에, 선경을 연주자사(兗州刺史)에, 엄강(嚴綱)을 기주자사(冀州刺史)에 임명하였다.
초평 3년(192년) 봄, 공손찬은 계교(界橋)에서 원소군과 싸워 패하였다. 선경은 공손찬의 명령으로 평원(平原)에 주둔하였으며, 유비(劉備) · 도겸(陶謙)과 합세하여 원술(袁術)을 구원하려 하였으나 조조(曹操)와 원소에게 패하였다.